# Ibrahima Baldé
Ibrahima Baldé (Dakar, 4 de abril de 1990) é um futebolista senegalês que atua como centroavante. Atualmente joga pelo TRAU. 

## Carreira
Mesmo nascido no Senegal, Baldé começou sua carreira no Vélez Sarsfield da Argentina até se transferir para o Atlético de Madrid e iniciar sua carreira na Europa.
ele fez parte do elenco da Seleção Senegalesa de Futebol nas Olimpíadas de 2012.

## Títulos
Atlético de Madrid
- Liga Europa da UEFA – 2011–12